# Steppe pontique
Pour les articles homonymes, voir Pontique.
Localisation
La steppe pontique est une formation végétale, correspondant au biome des prairies, savanes et brousses tempérées en Europe de l'Est, qui s'étend entre l'embouchure du Danube et le fleuve Oural, bordant le nord de la mer Noire (mer autrefois appelée le Pont). Elle constitue la partie occidentale et européenne de la grande steppe eurasienne, qui se poursuit vers l'est à travers la Sibérie méridionale, le Kazakhstan, jusqu'à la Mongolie et la Mandchourie en Chine du nord. 
Elle est limitée au sud par la mer Noire et le Caucase, et au nord et à l'ouest par la steppe boisée d'Europe orientale qui forme une large transition avec la forêt tempérée décidue européenne. Elle couvre de vastes régions du sud et de l'est de l'Ukraine et de la Russie méridionale jusqu'à l'Oural. Elle correspond aux anciennes Scythie et Sarmatie de l'Antiquité.
Jusqu'à la fin du XVIIIe siècle, elle a été le domaine des peuples cavaliers qui s'y sont succédé et mélangé, d'abord Pontiques ; ensuite Indo-Européens : Cimmériens et Iraniens (Scythes, Sarmates, Roxolans, Alains, etc.), puis germanophones (Bastarnes, Ostrogoths, etc.) ; ensuite turcophones et magyarophones : (Huns, Avars, Proto-Bulgares, Khazars, Magyars, Pétchénègues, Coumans dits aussi Polovtses, Mongols de Gengis Khan et de la Horde d'Or, Tatars, etc.) ; sans oublier les Cosaques slaves, éleveurs de chevaux. À la fin du XVIIIe siècle, l'Empire russe met fin à plusieurs millénaires de nomadisme en colonisant et en mettant en culture le riche tchernoziom de la steppe pontique, qui devient le « grenier à blé » des Tsars.

## Géographie et écologie
La steppe pontique se développe sous un climat continental modérément sec, typique des steppes. La distance importante vis-à-vis des océans limite le volume des précipitations annuelles comparé aux régions forestières aux mêmes latitudes plus à l'ouest.
La steppe pontique couvre une surface de 994 000 km2, limitée à l'ouest par les collines moldaves, à l'est par les montagnes de l'Oural, au nord par la forêt-steppe de l'Europe orientale (une zone de transition où se mêlent prairies et forêts de feuillus) et au sud par la mer Noire (hormis sur les rives de la Crimée et du nord-ouest Caucase, occupées par une forêt mixte de type méditerranéen correspondant au climat pontique). La steppe s'étend au Daghestan jusqu'aux rives de la mer Caspienne mais une plaine semi-aride la sépare de ses rives nord et nord-ouest. Au Cénozoïque, cet espace était occupé par une mer, la « mer Sarmatique » ou Paratéthys. La mer Noire, la mer Caspienne et la mer d'Aral sont des vestiges de cette ancienne mer.

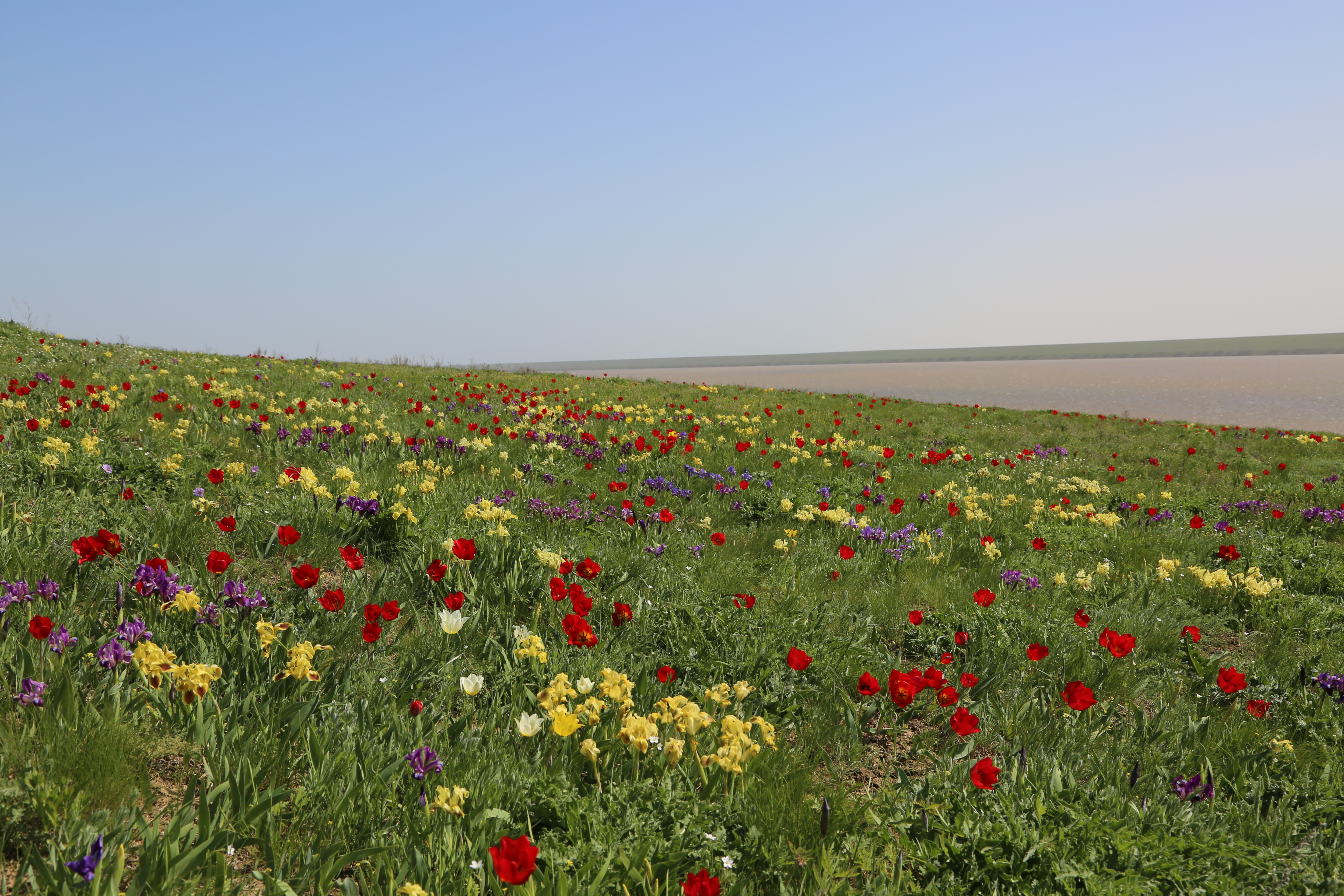
La floraison du printemps est souvent spectaculaire dans la steppe. Ici Tulipa suaveolens et Iris pumila, typiques de la steppe pontique, dans une réserve naturelle de l'oblast de Rostov, Russie.
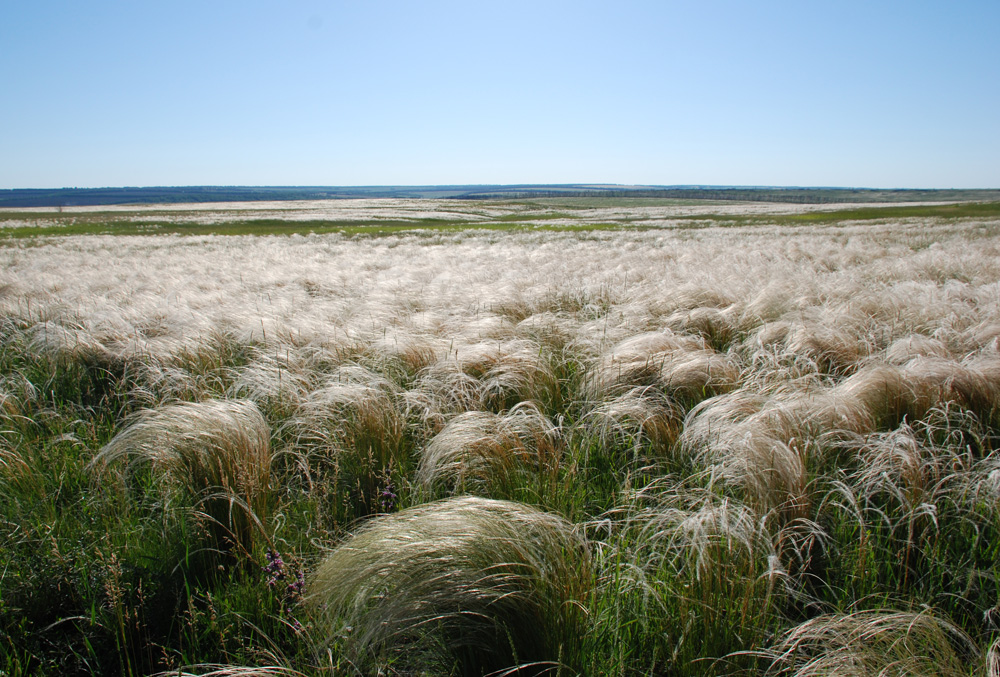
La steppe dans une réserve naturelle de l'oblast de Louhansk, Ukraine, en été, typiquement dominée par des panaches de Stipa sp.